# Třebenice (ort i Tjeckien, Vysočina)
Třebenice är en ort i Tjeckien.   Den ligger i regionen Vysočina, i den sydöstra delen av landet, 150 km sydost om huvudstaden Prag. Třebenice ligger 481 meter över havet och antalet invånare är 428.
Terrängen runt Třebenice är platt.Runt Třebenice är det ganska glesbefolkat, med 40 invånare per kvadratkilometer. Närmaste större samhälle är Třebíč, 11,3 km nordväst om Třebenice. Trakten runt Třebenice består till största delen av jordbruksmark.